# Hypholoma frowardii
Hypholoma frowardii es una especie de hongo en la familia Strophariaceae. Al igual que sus parientes H. fasciculare y H. lateritium  crece en madera en descomposición, por ejemplo en grupos en tocones de árboles caídos del género Nothofagus, propios de los bosques andino-patagónicos, siendo una de las especies de hongos más comunes en estos bosques.
No es comestible.

## Descripción
Su sombrero llega a medir hasta 70 mm de diámetro y es de color castaño rojizo. Sus laminillas inicialmente son naranja amarillento claro cuando maduro son gris claro, y posteriormente marrón/violeta. Su estipe es amarillento con algo de marrón oxidado en su parte inferior.